# Steel Panther
Steel Panther je americká glam metalová kapela z Kalifornie, známá díky svým odvážným a humorným textům.

## Historie

### Metal Skool (2000–2007)
Kapela začala nabírat na popularitě díky písni Sunset Strip od začátku roku 2000 pod názvem Metal Shop (později změněno na Metal Skool, poté Steel Panther). Jejich sestava se skládá z Ralpha Saenze ("Michael Starr"), bubeníka Darrena Leadera ("Stix Zadinia"), basisty Travise Haleye ("Lexxi Foxx"), a kytaristy Russe Parrishe ("Satchel"). Kapela dělala každotýdenní pondělní představení v Key Clubu, ve kterém hrála převzaté písničky slavných "hair metalových" kapel z osmdesátých let při kterých parodovala kapely, které tyto písně proslavily. I když neustále měnili jména, a někteří členové spíše věnovali čas kapele Van Halen tribute, dosáhli svého prvního úspěchu. Roku 2003 Steel Panther vydali Hole Patrol, jejich první vlastní album. Kapela se poté objevila v Discover Card reklamě jako Danger Kitty a v sitkomu Drew Carey Show jako Steel Panther. Později v roce 2003, byla jejich písnička "Death to All But Metal" přidána do výběru písní Hey, That's What I Call Sludge! Vol. 1 přidaného stránkou Metal Sludge. Jejich cover písničky "Fantasy" od Aldo Nova byl použit jako znělka pro program MTV Rob Dyrdek's Fantasy Factory. 27. listopadu 2007 Metal Skool hrála své vlastní písničky a písničky kapely Kiss v pozadí Gene Simmonově reality show Gene Simmons Family Jewels. Toho roku se také objevily v Las Vegas (seriál) v epizodě" The High Price of Gas".

### Feel the Steel(2008–2010)
V dubnu 2008 se rozhodli změnit své jméno z Metal Skool na Steel Panther, se kterým se poprvé objevili na Rockin' Saddle Club v Redlands,v Kalifornii. Při rozhovoru pak Michael Starr vysvětlil, že se neinspirují Steel Dragonem, kapelou s Zakk Wyldem a Mark Wahlbergem z filmu Rock Star (ve kterém si Michael zahrál menší roli). V květnu roku 2008 kapela podepsala smlouvu s Republic Records (patřící Universal Records) a oznámila plány na nové studiové album.
8. června 2009 vydali Steel Panther album Feel the Steel, které vyšlo nejdříve 6. října, 2009 v Británii a poté v Severní Americe díky Universal Republic. Album Feel the Steel se umístilo na 1. místě na Billboard Comedy chart, na 123 místě na Billboard 200 chart a na 98 místě na Billboard 200 chart. Nahrávka obsahovala hity jako, "Community Property" nebo "Death to All but Metal", na které získali výborné hodnocení od Corey Taylora, Justina Hawkinse a M. Shadowse. Spolupracovník Dean Cameron, který pomáhal při psaní "Supersonic Sex Machine" vydaného na albu Balls Out, natočil pilotní díl, který sám režíroval i ke kterému napsal scénář ve snaze vytvořit kapele jejich vlastní televizní program.
Rekordní úspěch také znamenal návrh na cenu Grammy jako "Nejlepší komediální album", avšak při hlasování v říjnu 2010 nedosáhly dostatečného počtu hlasů k nominaci.
Nahrávka "Eyes of a Panther" z Feel the Steel byla upravena na soundtrack ke hře Skate 3.

### Balls OutandBritish Invasion(2011–2013)
31. října 2011 vydali Steel Panther nové album Balls Out, které vyšlo nejdříve v Británii a poté 1. listopadu 2011 v Severní Americe znovu přes Universal Republic. Balls Out pokračovalo jejich revivalem heavy metalu osmdesátých let a umístilo se na 1. místě UK iTunes Rock chart, kde překonaly i album kapely Megadeth TH1RT3EN a album Lou Reeda společně Metallicaou, Lulu.
Mezitím co získávali na popularitě, Def Leppard pozval Steel Panther na společný koncert s Mötley Crüe jako "Speciální hosty" na turné Mirrorball Tour v prosinci 2011. Týden po ukončení Britského turné v Londýně pozvali Steel Panther 21. prosince 2011 Guns N' Roses na Forum v Los Angeles, CA.
Šestého prosince 2011 Steel Panther oznámili jejich druhé samostatné turné společně s jejich nejnovějším albem Balls Out. Lístky na koncerty šly do prodeje 9. prosince, 2011 a na některé vystoupení byl vstupenky vyprodány do konce měsíce. Brazzers sponzorovali Australské turné kapely Steel Panther v říjnu 2012, kde vyprodali Brisbane, Sydney (dvě vystoupení), Melbourne, a Adelaide. Další britské turné proběhlo v listopadu 2012. Ke konci roku 2012 posbíralo evropské turné kapely velký úspěch. Většina jejich vyprodaných vystoupení byla v Německu.
V září 2012 Steel Panther vydali jejich první Živé DVD British Invasion. Celosvětově bylo vydáno 22. října 2012. Natočeno bylo na Brixton Academy v Londýně a obsahovalo dvouhodinový koncert s dokumentem o jejich vyprodaném britském turné.

Steel Panther si zahráli na hlavním pódiu při Download Festivalu v červnu 2012, během kterého byli pozváni na podium Corey Taylorem z kapely Slipknot, aby zahráli "Death to All But Metal“. Steel panther procestovali s turné Austrálii, podpořeni Buckcherry a Fozzy. Vyprodáno bylo v Brisbane, Sydney, Melbourne, Adelaide a Perth.

### All You Can Eat(2014–dnešek)
Roku 2013, Steel Panther oznámili a nové turné které proběhlo roku 2014. Bylo nazváno "Spreading the Disease (S.T.D.) Tour". v průběhu Únoru a Března 2014 koncertovali po celé Evropě. V Květnu 2014, Steel Panther začali turné v Severní Americe, což bylo jejich první Významné turné po Americe. V červnu se přesunuli do Evropy a pokračovali v turné po celý duben 2014 .
All You Can Eat je čtvrté studiové album kapely Steel Panther, vydané 1. dubna, 2014 na nezávislém koncertu Open E Music, pořádaném Kobalt Label Services.[7] The album bylo oficiálně vydáno v říjnu 2013.[8] První singl "Party Like Tomorrow is the End of the World" a druhy singl, "The Burden of Being Wonderful", byl vydán v lednu 21, 2014.
Třetí singl, "Gloryhole", byl vydán v dubnu 2014 na Steel Panther's VEVO kanálu. 26. března, 2014 bylo album zveřejněno online a bylo zpřístupněno ke stahování na různých stránkách. Online přenos byl kapelou schválen.

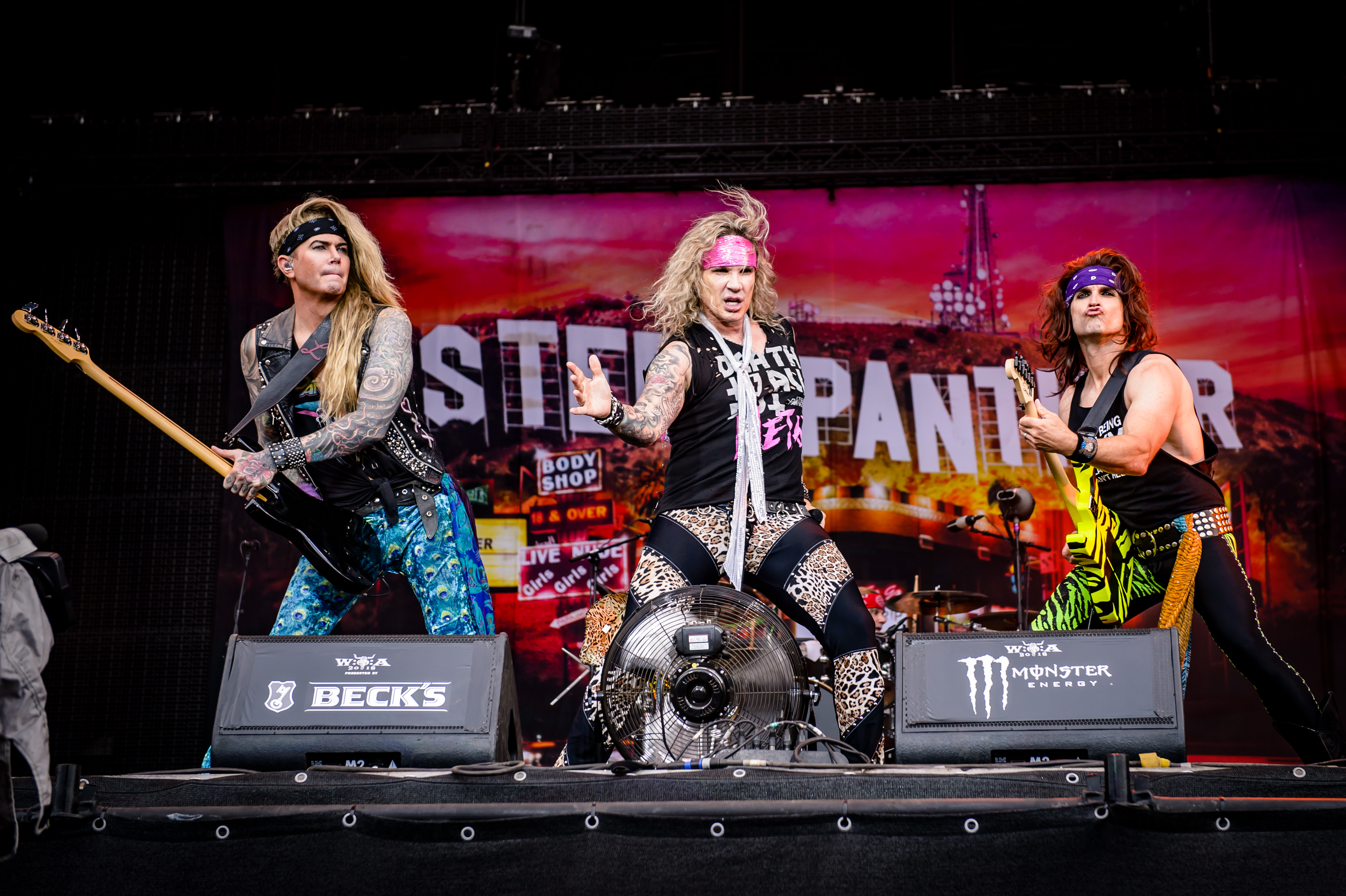
Steel Panther v Německu 2018.

Bylo zmíněné, že koncert ze Sydney byl nahraný pro DVD a bude přidaný v deluxe edici alba, "All You Can Eat“. Momentálně se neví, jestli bude pouze pro Austrálii nebo pro celý svět. Steel Panther hráli na hlavním pódiu na Download Festivalu v Castle Donington ve Velké Británii 15. června 2014, kde sdíleli pódium s Alter Bridge & Aerosmith.
V červnu 2014 kapela oznámila krátké turné po Británii, 4 termíny jsou plánované na březen 2015, společně s Skindred a The Lounge Kittens. Kapela vyprodala celé turné, které obsahovalo i Wembley Arena v Londýně.
V dubnu 2015 si kapela zahrála malou roli ve videoklipu pro Ninja Sex Party k písničce "Road Trip", aby vyprávěli o svých sexuálních zážitcích toho roku. Michael Starr přispěl vokály v "6969" na NSP's třetím albu Attitude City.
17. července 2021 skupina oznámila, že kapelu opustil dlouholetý baskytarista Lexxi Foxx. Kapela uvedla, že jde o vzájemné rozhodnutí, aby se mohl „starat o své mazlíčky“.

## Ocenění
- Best debut: Feel the Steel – Metal Hammer Německo
- 2012 Live Act of the Year – Loudwire Music Awards
- 2013 Live Act of the Year – Loudwire Music Awards

## Členové kapely

### Momentální členové
- Ralph „Michael Starr„ Saenz – hlavní a doprovodný zpěv, akustická kytara (2000–dosud)
- Russ „Satchel„ Parish – sólová, rytmická kytara, akustická kytara, doprovodný zpěv (2000–dosud)
- Darren „Stix Zadinia„ Leader – bicí, perkuse, keyboard, piano, doprovodný zpěv (2003–dosud)
- Joe „Spyder„ Lester - basa, doprovodný zpěv (2022–dosud) (host: 2018, 2021, 2022)

### Bývalí členové
- Ray Luzier – bicí (2000–2003)
- Travis „Lexxi Foxx„ Haley – basa, doprovodný zpěv (2000–2021)

### Hostující členové
- Rikki Dazzle – basa, doprovodný zpěv (2021)
- Rikki Thrash - basa, doprovodný zpěv (2021–2022)
- TK - basa, doprovodný zpěv (2022)

## Diskografie
Studiová alba
- Feel the Steel (2009)
- Balls Out (2011)
- All You Can Eat (2014)
- Lower the Bar (2017)
- Heavy Metal Rules (2019)
- On the Prowl (2023)

## Videografie
- Fat Girl (Thar She Blows) – Videoklip (2005)
- Behind the Music: Steel Panther (2009) – iTunes podcast
- British Invasion (Steel Panther DVD) (2012) první živé cd